# 薩摩今和泉站
薩摩今和泉站（日语：／ Satsuma-imaizumi eki */?）是位於日本鹿兒島縣指宿市，屬於九州旅客鐵道（JR九州）指宿枕崎線的鐵路車站。

## 車站構造
此站為1面2線島式月台的地面車站與無人站，可進行列車交會。

### 月台配置
| 月台 | 路線        | 方向 | 目的地   |
| ---- | ----------- | ---- | -------- |
| 1    | ■指宿枕崎線 | 下行 | 枕崎方向 |
| 2    | ■指宿枕崎線 | 上行 | 喜入方向 |

## 利用狀況
- 在2007年，平均1日的乘車人數為561人。

| 乘車人數變化 | 乘車人數變化 |
| 年度         | 1日平均人數  |
| ------------ | ------------ |
| 2003         | 677          |
| 2004         | 620          |
| 2005         | 586          |
| 2006         | 584          |
| 2007         | 561          |

## 車站周邊
- 指宿市立指宿商業高等學校
- 指宿市役所今和泉分室
- 今和泉郵局

## 歷史
- 1934年（昭和9年）12月19日：車站啟用。
- 1987年（昭和62年）4月1日：因國鐵分割民營化，本站成為九州旅客鐵道的車站。

## 相鄰車站
九州旅客鐵道
指宿枕崎線
■快速「菜之花」
喜入－薩摩今和泉－二月田
■普通
生見－薩摩今和泉－宮濱

## 相關項目
- 日本鐵路車站列表

## 外部連結
- 薩摩今和泉車站 （页面存档备份，存于）（日語）